# ويلينغ (إلينوي)
ويلينغ (بالإنجليزية: Wheeling, Illinois)‏ هي قرية تقع في الولايات المتحدة في إلينوي. يقدر عدد سكانها بـ 37,648 نسمة .

## التركيبة السكانية
حدّد مكتب تعداد الولايات المتحدة بيانات التركيبة السكانية لويلينغ في تعداد الولايات المتحدة. في ما يلي، التركيبة السكانية حسب تعدادي 2000 و2010.

### تعداد عام 2000
بلغ عدد سكان ويلينغ 34,496 نسمة بحسب تعداد عام 2000، وبلغ عدد الأسر 13,280 أسرة وعدد العائلات 8,454 عائلة مقيمة في القرية. في حين سجلت الكثافة السكانية 1,525.7 نسمة لكل كيلومتر مربع (3,951.5/ميل2). وبلغ عدد الوحدات السكنية 13,697 وحدة بمتوسط كثافة قدره 605.8 لكل كيلومتر مربع (1,569.0/ميل2).
وتوزع التركيب العرقي للقرية بنسبة 76.68% من البيض و2.44% من الأمريكيين الأفارقة و0.23% من الأمريكيين الأصليين و9.26% من الأمريكيين ذوي الأصول الآسيوية و0.07% من سكان جزر المحيط الهادئ و9.18% من الأعراق الأخرى و2.13% من عرقين مختلطين أو أكثر و20.68% من الهسبانيون أو اللاتينيون من أي عرق.
بلغ عدد الأسر 13,280 أسرة كانت نسبة 33.6% منها لديها أطفال تحت سن الثامنة عشر تعيش معهم، وبلغت نسبة الأزواج القاطنين مع بعضهم البعض 51.1% من أصل المجموع الكلي للأسر، ونسبة 9% من الأسر كان لديها معيلات من الإناث دون وجود شريك،  بينما كانت نسبة 3.6% من الأسر لديها معيلون من الذكور دون وجود شريكة وكانت نسبة 36.3% من غير العائلات. تألفت نسبة 30.1% من أصل جميع الأسر من عدة أفراد يعيشون في نفس المنزل ونسبة 8.2% كانت تتألف من شخص يعيش بمفرده يبلغ من العمر 65 عاماً أو أكثر. وبلغ متوسط حجم الأسرة المعيشية 2.57، أما متوسط حجم العائلات فبلغ 3.26.
بلغ العمر الوسطي للسكان 34.5 عاماً. وكانت نسبة 23.4% من القاطنين تحت سن الثامنة عشر، وكانت نسبة 9.4% بين الثامنة عشر والرابعة والعشرين عاماً، ونسبة 35.2% كانت واقعةً في الفئة العمرية ما بين الخامسة والعشرين والرابعة والأربعين عاماً، ونسبة 21.7% كانت ما بين الخامسة والأربعين والرابعة والستين، ونسبة 9.2% كانت ضمن فئة الخامسة والستين عاماً فما فوق. يوجد لكل 100 أنثى 98.3 ذكر، ويوجد لكل 100 أنثى في الثامنة عشر من عمرها فما فوق 96.6 ذكر.
بلغ متوسط دخل الأسرة في القرية 55,491 دولارًا، أما متوسط دخل العائلة فبلغ 63,088 دولارًا. وكان متوسط دخل الذكور 41,586 دولارًا مقابل 32,262 دولارًا للإناث. وسجل دخل الفرد الخاص بالقرية 24,989 دولارًا. وكانت نسبة 2.7% من العائلات ونسبة 5.3% من السكان تحت خط الفقر، وكان من هؤلاء نسبة 6.6% تحت سن الثامنة عشر ونسبة 7.9% في الخامسة والستين من العمر وما فوق.

### تعداد عام 2010
بلغ عدد سكان ويلينغ 37,648 نسمة بحسب تعداد عام 2010، وبلغ عدد الأسر 14,461 أسرة وعدد العائلات 9,336 عائلة مقيمة في القرية. في حين سجلت الكثافة السكانية 1,665.1 نسمة لكل كيلومتر مربع (4,312.6/ميل2). وبلغ عدد الوحدات السكنية 15,397 وحدة بمتوسط كثافة قدره 681 لكل كيلومتر مربع (1,763.8/ميل2).
وتوزع التركيب العرقي للقرية بنسبة 66.99% من البيض و2.39% من الأمريكيين الأفارقة و0.77% من الأمريكيين الأصليين و12.91% من الأمريكيين ذوي الأصول الآسيوية و0.01% من سكان جزر المحيط الهادئ و14.39% من الأعراق الأخرى و2.54% من عرقين مختلطين أو أكثر و31.23% من الهسبانيون أو اللاتينيون من أي عرق.
بلغ عدد الأسر 14,461 أسرة كانت نسبة 31.9% منها لديها أطفال تحت سن الثامنة عشر تعيش معهم، وبلغت نسبة الأزواج القاطنين مع بعضهم البعض 50% من أصل المجموع الكلي للأسر، ونسبة 9.7% من الأسر كان لديها معيلات من الإناث دون وجود شريك،  بينما كانت نسبة 4.9% من الأسر لديها معيلون من الذكور دون وجود شريكة وكانت نسبة 35.4% من غير العائلات. تألفت نسبة 29.2% من أصل جميع الأسر من عدة أفراد يعيشون في نفس المنزل ونسبة 10.2% كانت تتألف من شخص يعيش بمفرده يبلغ من العمر 65 عاماً أو أكثر. وبلغ متوسط حجم الأسرة المعيشية 2.57، أما متوسط حجم العائلات فبلغ 3.22.
بلغ العمر الوسطي للسكان 36.1 عاماً. وكانت نسبة 22% من القاطنين تحت سن الثامنة عشر، وكانت نسبة 8.2% بين الثامنة عشر والرابعة والعشرين عاماً، ونسبة 32% كانت واقعةً في الفئة العمرية ما بين الخامسة والعشرين والرابعة والأربعين عاماً، ونسبة 25.5% كانت ما بين الخامسة والأربعين والرابعة والستين، ونسبة 12.2% كانت ضمن فئة الخامسة والستين عاماً فما فوق. وتوزع التركيب الجنسي للسكان بنسبة 49.2% ذكور و50.8% إناث.

## أعلام
- راي ماير
- جون فرانسيس دالي